# يعقوب كوهين
يعقوب كوهين (بالفرنسية: Jacob Cohen)‏، كاتب ومفكر مغربي من المغاربة اليهود، وُلد في حي الملاح اليهودي بمدينة مكناس في المغرب، هاجر إلى فرنسا وحصل على جنسيتها وهو ومقيم الآن بالعاصمة الفرنسية باريس.
حصل يعقوب كوهين على بكالوريوس في القانون من كلية الدار البيضاء، ومن بعدها تابع دراسته في باريس. رجع إلى المغرب في عام 1978، وعمل أستاذاً مساعداً في كلية الحقوق بكلية الدار البيضاء حتى عام 1987. حصل على الدكتوراه عام 2012.
يٌعتبر جاكوب كوهين من أبرز المفكرين اليهود المناهضين للحركة الصهيونية في العصر الحديث.

## سيرة ذاتية
بعد حصوله على الإجازة في الحقوق بإحدى كليات الدار البيضاء، أكمل جاكوب كوهين مشواره الدراسي بمعهد الدراسات السياسية بباريس (Sciences-Po) حيث حصل على شهادة التخرج، بالإضافة إلى دبلوم الدراسات العليا في القانون العام.
عاش كوهين في كل من مونتريال و برلين ليعود بعد ذلك إلى المغرب ليشتغل كمدرس بكلية الحقوق للدار البيضاء من سنة 1978 لغاية 1987.
استقر مؤخراً بباريس متفرغا للكتابة حيث لديه عدد من الروايات والعديد من المقالات يقوم بنشرها على مدونته الإلكترونية، وهو عضو ب«الاتحاد اليهودي الفرنسي من أجل السلام».

## مؤلفات
- حفلات زفاف مفوض الشرطة (بالفرنسية)
- أنا، لطيفة ص. (بالفرنسية)
- من خطر الصعود على السطح (بالفرنسية)
- الجاسوسة والصحفي، الموساد يسيّر اللعبة (بالفرنسية)
- ربيع السايعانيم (بالفرنسية)
- مصير الأخوات بناني سميرس (بالفرنسية)
- الاله لن يعود لبيت لحم (بالفرنسية)
- جسر فوق المضيق (بالفرنسية)

## رفض الفكر الصهيوني
يٌعتبر يعقوب كوهين من أبرز المفكرين اليهود المناهضين للحركة الصهيونية، والذين يسعون إلى التفريق بين اليهودية كديانة وبين الصهيونية كإديولوجية وحركة عنصرية لا إنسانية.
وكانت له في ذلك العديد من المحاضرات والخرجات الإعلامية سواء في محتلف وسائل الإعلام الممكنة، سواء العربي أو الفرنسي، إضافة إلى العديد من المؤلفات والمقالات والتدوينات وحتى في وسائل التواصل الاجتماعي من صفحته الرسمية الشخصية.

## اعتداء من طرف عصبة الدفاع اليهودية
تعرض الكاتب جاكوب كوهين، يوم الاثنين 12 مارس 2012، لاعتداء من طرف أعضاء من عصبة الدفاع اليهودية بفرنسا، وذلك في أحد مقاهي باريس حيث كان يقدم في لقاء أدبي كتابه الأخير المتعلق بالقضية الفلسطينية. قام المعتدون بتصوير حادث الاعتداء وقاموا بنشره على موقعهم الخاص.

## وصلات خارجية
- المدونة الالكترونية الشخصية الرسمية ليعقوب كوهين
- حساب الكاتب على فيسبوك
- حوار خاص مع الكاتب والمغكر يعقوب كوهن (فرنسية)